# Seznam zápasů české a polské hokejové reprezentace
Toto je seznam zápasů české a polské hokejové reprezentace.
| Datum utkání | Utkání č. | Česko | Výsledek              | Polsko | Zápas     | Místo   | Branky České republiky    |
| ------------ | --------- | ----- | --------------------- | ------ | --------- | ------- | ------------------------- |
| 4. 9. 2001   | 1         | Česko | 2 : 2 (1:1, 1:0, 0:1) | Polsko | přátelské | Osvětim | Petr Sýkora • Viktor Hübl |
| Zdroj        |           |       |                       |        |           |         |                           |